# 印度山地鐵路
印度山地鐵路指建在印度山區的鐵路，當中三條鐵路：大吉嶺喜馬拉雅鐵路、青山鐵路、卡爾卡-西姆拉鐵路以「印度山地鐵路」為名獲共同登錄為世界遗产。第四條鐵路馬泰蘭山地鐵路則位列世界遺產臨時名單。上述四條鐵路都使用窄軌，其中青山鐵路更是印度國內唯一齒軌鐵路。
包括林丁－巴達普段在內的多條鐵路已轉換至國內標準1676毫米鐵軌，也有些鐵路的轉換工程在進行中，例如庚嘉谷鐵路。當局也正興建或計劃多條山區鐵路，前者有查謨－巴拉穆拉線（已建成），後者有比拉斯布－列城線和查謨－潘慈線和四舍小環鐵路，均將採用1676毫米軌距。

## 世界遺產
大吉嶺喜馬拉雅鐵路、青山鐵路、卡爾卡-西姆拉鐵路以「印度山地鐵路」為名獲共同登錄為聯合國教科文組職亞太區的世界遗产，符合第(ii)和(iv)標準。第四條鐵路馬泰蘭山地鐵路則位列世界遺產臨時名單，有待組織批准。
聯合國教科文組織認為印度山地鐵路是「在崎嶇和山多地形使用大膽且傳統工程方法興建鐵路的一個傑出例子」。大吉嶺喜馬拉雅鐵路是三條鐵路中第一個獲登錄的，青山鐵路和卡爾卡-西姆拉鐵路則分別在2005年和2008年上榜世界遺產。

## 大吉嶺喜馬拉雅鐵路

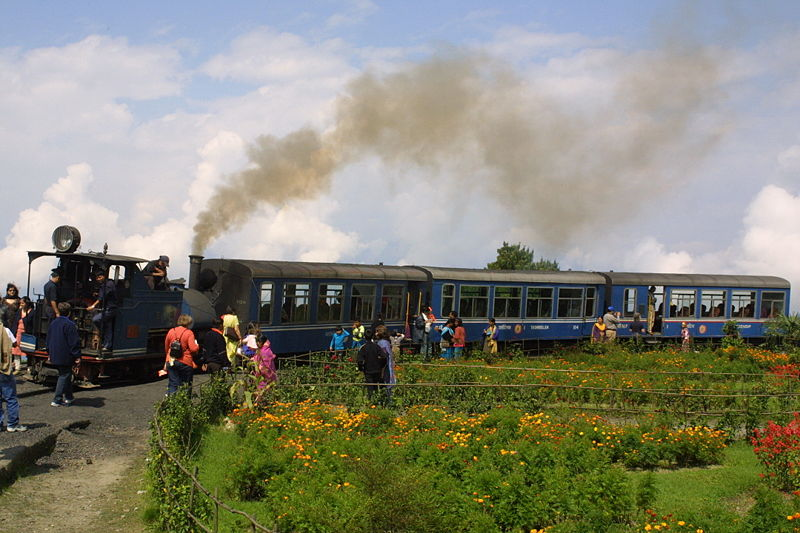
大吉嶺喜馬拉雅鐵路的一輛列車

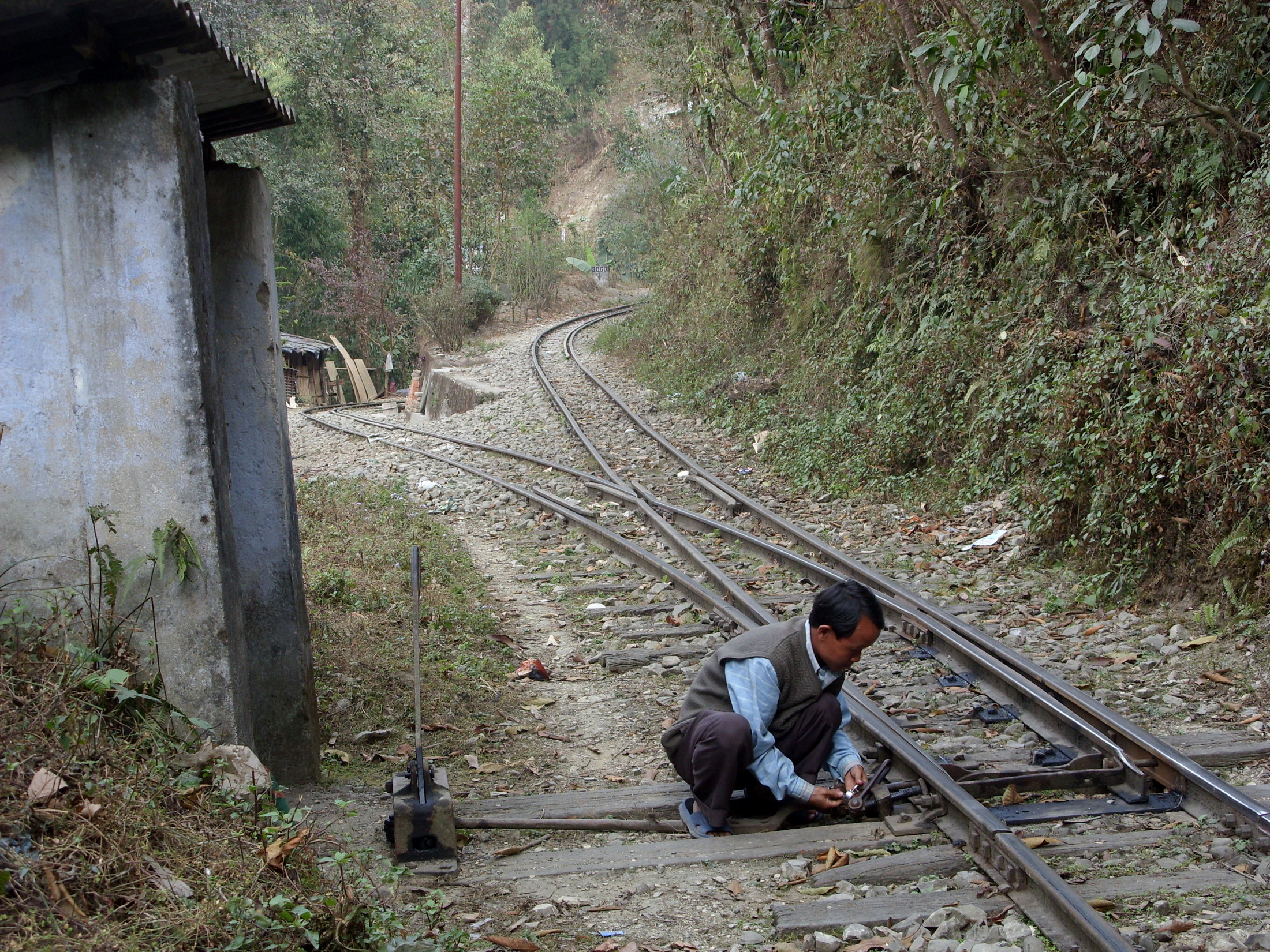
大吉嶺喜馬拉雅鐵路上的一處折返式路軌

大吉嶺喜馬拉雅鐵路，暱稱「玩具火車」，是一條610毫米軌距的88公里長窄軌鐵路，由印度鐵路營運，連接西里古里和著名避暑高地以及茶葉盛產地大吉嶺。此鐵路由海拔100米上升至約2,200米，海拔最高的車站是2,300米高的古姆站。
1878年，西里古里至加尔各答之間的鐵路建成。若要前往大吉嶺，就要乘搭印度馬車。後來到1879年，當局在亞斯利·艾登爵士的委員會建議下開始興建新鐵路，並在1881年7月前完工。新鐵路之後經歷多次改善工程，包括降低坡度令火車更易行駛。到1910年左近，大吉嶺喜馬拉雅鐵路的每年搭載量為約174,000名乘客和47,000噸貨物。 
鐵路有4個展线和4個折返線，後來引入的轉向架車廂取代了普通的四輪車廂。1897年一場大地震令此鐵路多處損毀並需要重建，當局大範圍改善路軌和車站，之後又隨著東北邊境鐵路計劃開展而更進一步現代化鐵路。大部分火車都是使用蒸汽機車，而大吉岭邮政列车則使用現代柴油機車。鐵路沿線經過的多個高地都會有指示牌標明，成為一大特徵。另一特徵是火車以繞圈方式駛上陡峭山坡，因此乘客可以欣賞山谷的美景。
1999年，大吉嶺喜馬拉雅鐵路上榜世界遺產，其一條件是蒸汽火車頭要繼續運作。

## 青山鐵路
青山鐵路是一條46公里長的米轨單線鐵路，連接梅塔帕拉欽和避暑高地乌塔卡蒙德。此鐵路全段位處泰米爾納德邦境內，穿越尼尔吉里丘陵（又稱青山）。青山鐵路是印度唯一齒軌鐵路，因而需要使用ABT齒軌系統和特別的蒸汽火車頭。全線有208個展線、16條隧道和250條橋樑。上山需時290分鐘，下山需時215分鐘。

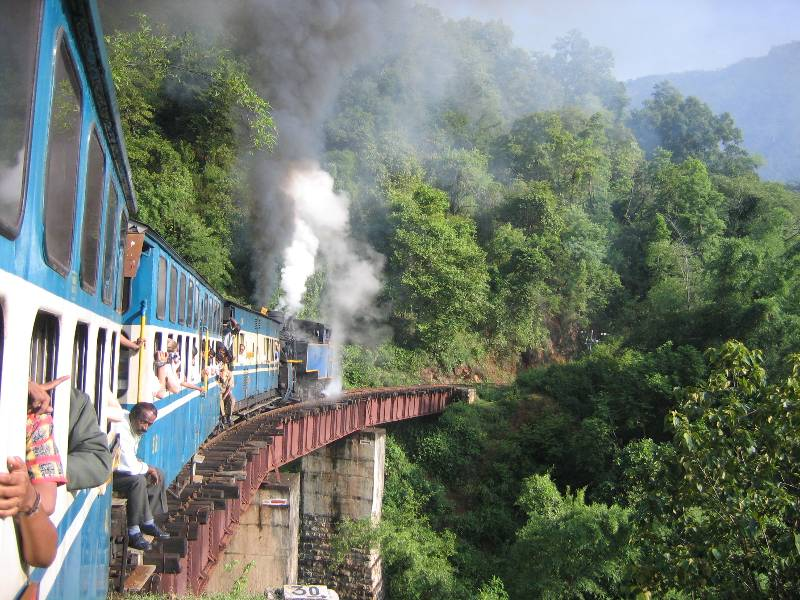
青山鐵路的一輛列車

乔奥诺奥尔原先為本鐵路總站，1908年9月延長至芬曉士，同年10月15日再延長至乌塔卡蒙德。英國工程師喬福·連斯·毛斯禾夫曾在1866年的一份報告描述本鐵路：
|                      | 兩大功能：其一是普通火車頭提供的粘着式牽引力，其二是路軌上齒輪的牽引力。全車有四個剎車位，兩個是透過摩擦力的手煞車，另外兩個是透過避免氣缸體內空氣自由流走，繼而用壓縮空氣減慢機車轉動。前者用於轉轍而後者用於下斜坡。其中一個手煞車在一般情況下施力在車輪，另一個則在齒輪車軸的有槽紋一面施力，也可以在沒有齒條的地方使用。 |
| ——喬福·連斯·毛斯禾夫 | |

本鐵路最大特點是最古舊和最陡峭的路段，即山腳的卡拿站至喬奧諾奧爾鐵路站之間的7.2公里路段，依然全面使用齿条技術。由起點至喬奧諾奧爾的鐵路最大梯度為1:12.5，該站至總站的梯度則為1:23。此鐵路沿線最長的隧道為97米。2005年7月，青山鐵路獲列為世界遺產。

## 卡爾卡－西姆拉鐵路

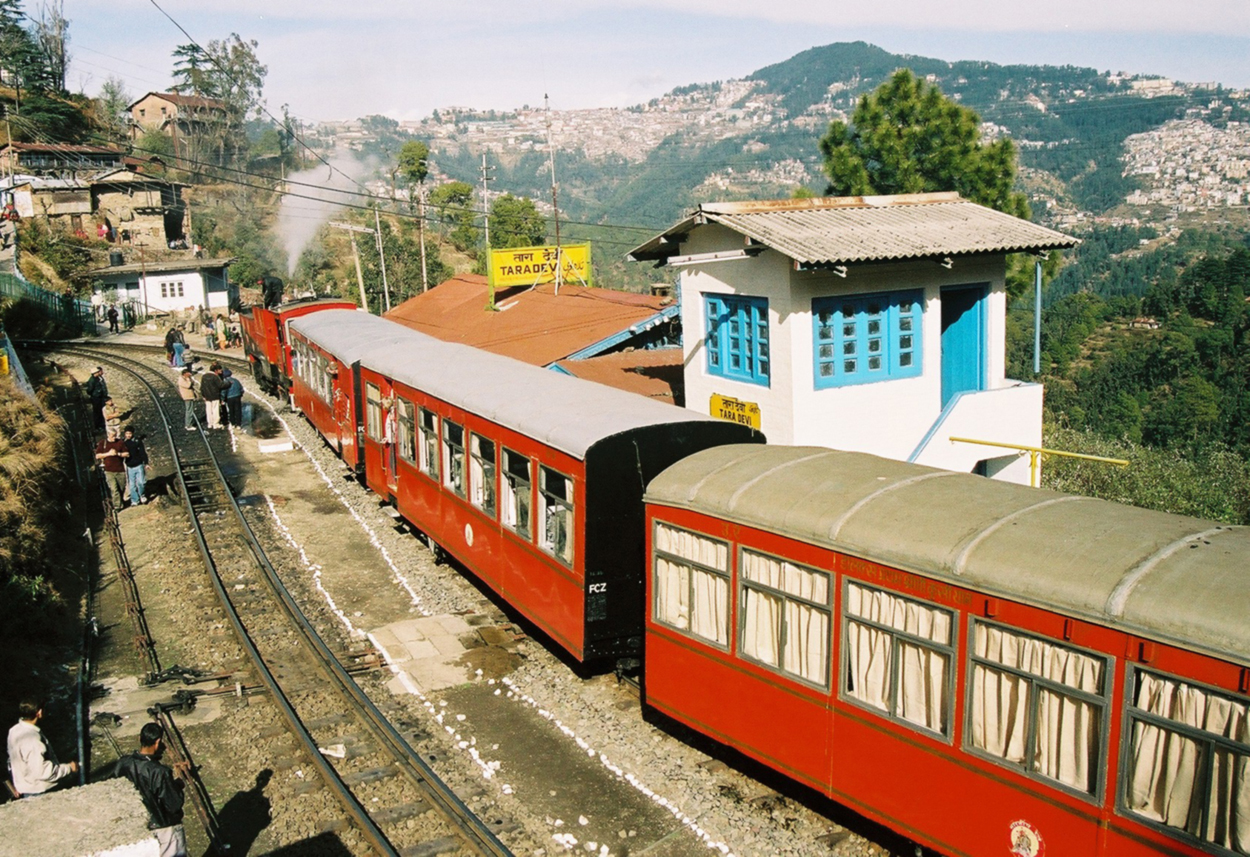
卡爾卡-西姆拉鐵路的司化力豪華高鐵

卡爾卡-西姆拉鐵路是一條762毫米軌距的95.66公里長窄軌鐵路，往來卡爾卡和西姆拉。西姆拉是喜马偕尔邦的首府，位處海拔2,205米的喜馬拉雅山山腳，1864年成為英屬印度的夏都，也是駐印英國陸軍的總部。
鐵路建成之前，西姆拉的對外連接只有村莊馳道。1898年，德里－安巴拉－卡爾卡鐵路公司在西瓦利克山脈始建本鐵路，五年後建成完工。該鐵路由起點的海拔656米上升至終點的2,076米，最大梯度為1:33或3%。本鐵路一共有103條隧道，連接达格斯和索蘭的第33號巴洛隧道是全線最長；864條橋樑，大部分橋樑都是類似古罗马輸水橋的連拱形，其中一條橋長18.29米，由板樑和桁架建成；和919條展線，其中一條的曲線半徑達37.47米和48度，而托蘇、甘曼和達林普的展線有助減低鐵路坡度。
卡爾卡-西姆拉鐵路在2008年獲登錄為世界遺產。

## 馬泰蘭山地鐵路
馬泰蘭山地鐵路長21公里，連接西高止山脉的内拉尔和马泰兰，由中部鐵路營運。鐵路在1900年開始計劃，四年後由亞當志集團的亞當志·彼博海資助、兒子阿卜杜·彼博海領導工程團隊興建鐵路，1907年竣工。鐵路原本使用每碼30磅的鐵軌，後來升級為42磅。鑑於季风令山泥傾瀉更易發生，鐵路會在季風季節關閉，直至1980年代改為全年開放。

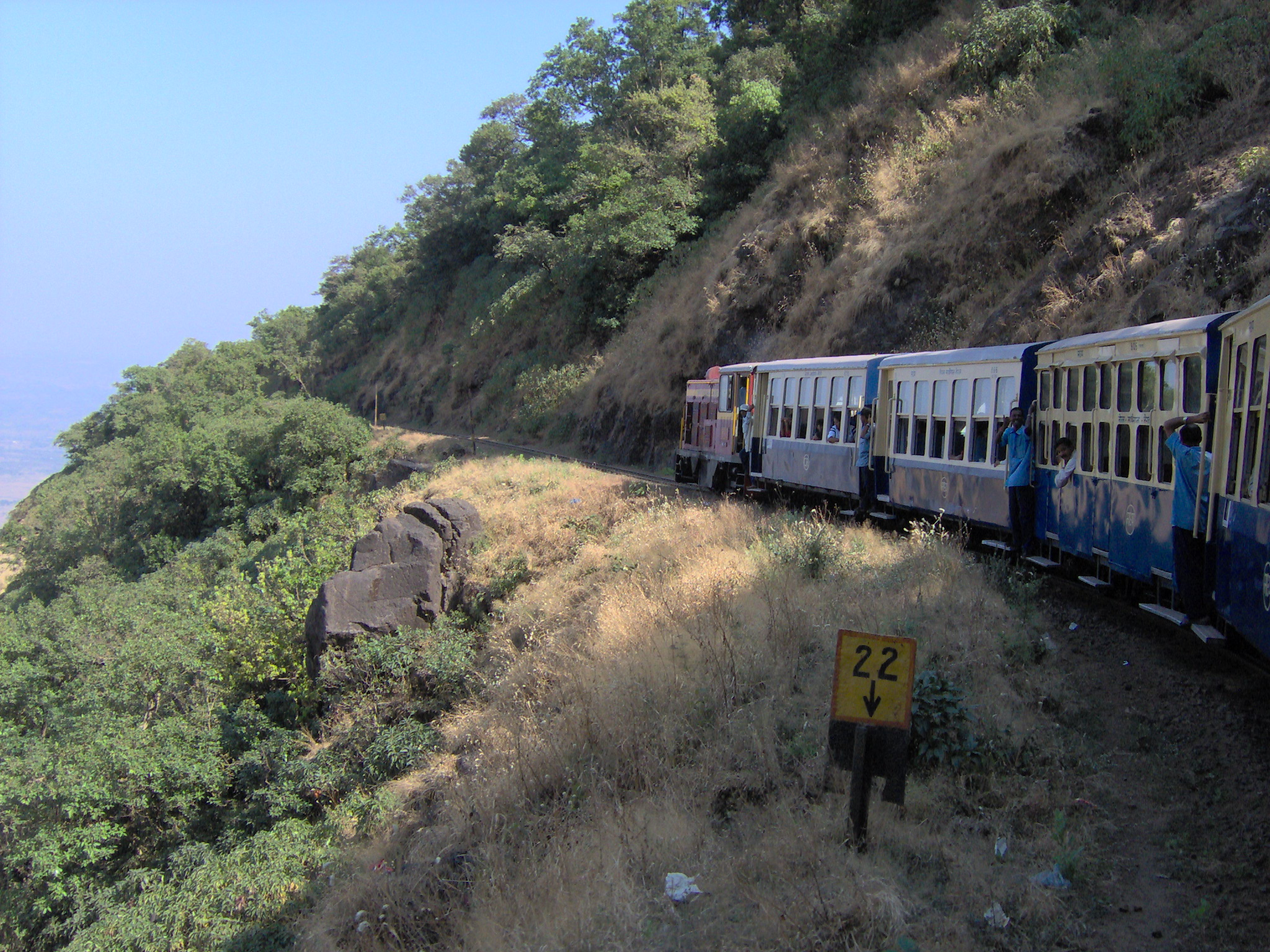
馬泰蘭山鐵路的列車

鐵路沿線有多個著名景點，包括全城唯一的隧道「一吻隧道」，取名自隧道之短令乘客只能親一吻，以及有兩個急折返線的巴里山，還有總站附近的馬泰蘭市集。本鐵路最高梯度為1:20，部分急彎路段限速時速20公里。另外，馬泰蘭山鐵路附近有一條連接孟买和浦那的寬軌鐵路，並與兩處相交。

## 庚嘉谷鐵路
庚嘉谷鐵路是一條762毫米軌距的163公里長窄軌鐵路，暱稱「庚嘉玩具火車」，由北部鐵路營運，往來副喜馬拉雅山地區的帕坦科特和乔吉恩达尔纳加尔，後者是著名的自然及古代印度教神殿所在地。本鐵路海拔最高點為1,291米高的亞朱站，而總站乔吉恩达尔纳加尔為海拔1,189米。

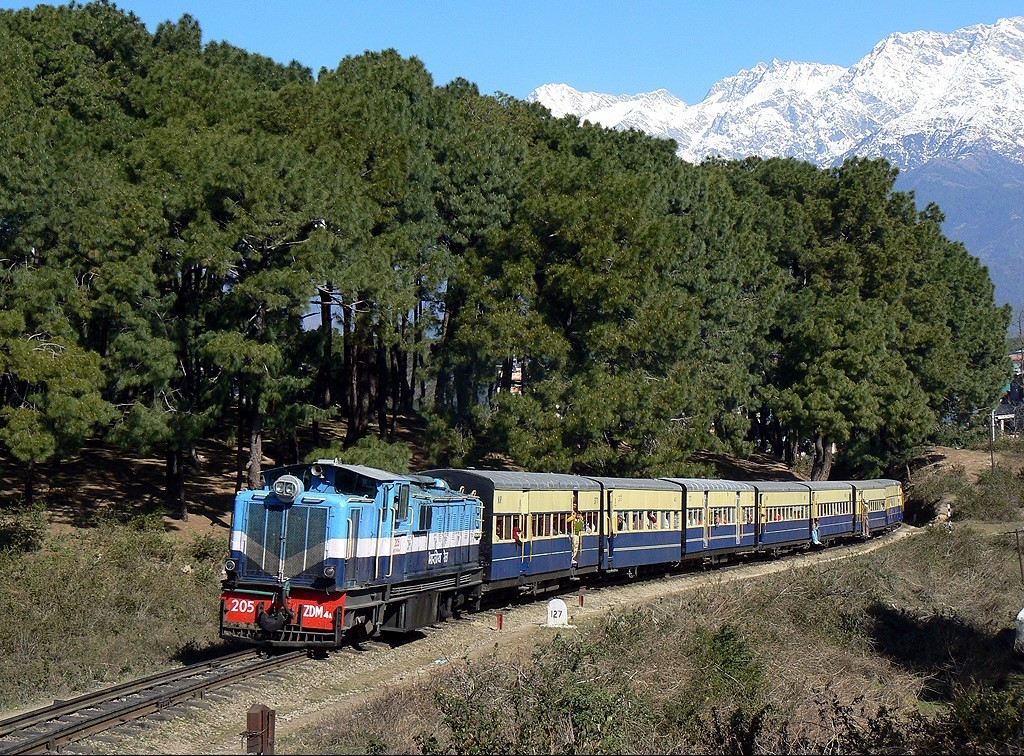
庚嘉谷鐵路的列車

本鐵路在1926年5月開始興建，1929年竣工。全線有2座隧道和971個獨特設計的橋樑，當中包括跨越班簡嘉河的樑橋。雖然鐵路沿線坡度較低，但也有一段長142公里和闊210米的路段坡度平均達1:19，進場坡度更高達1:31和1:25。而巴茲那夫至乔吉恩达尔纳加尔的一段坡度也達到1:25。

## 查謨－巴拉穆拉線
查謨－巴拉穆拉線是一條1676毫米軌距的鐵路，往來查謨和巴拉穆拉，連接查谟和克什米尔和印度國內其他地方。由於鐵路經過主要地震帶、極端高溫和低溫地區和難以居住的地區，因此興建工程難上加難，被稱爲國家級工程。鐵路2002年起開始興建，首段連接冬都查谟和夏都斯利那加及卡查等地，到2020年或可延長至巴尼哈尔。

## 計劃興建的鐵路
斯利那加－列城線計劃連接斯利那加和拉達克地區的列城，由印度鐵路營運。本鐵路計劃在2013年2月26日成為國家級工程。另外，比拉斯布－列城線計劃連接喜馬偕爾邦的比拉斯布和拉達克地區的列城，建成後有望取代中國的青藏铁路成為海拔最高鐵路。
查謨－潘慈線預料全長234公里，計劃連接查謨塔維站和潘慈，途經阿克诺奥尔古城、奇列夫、多利達嘉、宙基宙拿、班布拉、诺沃斯赫赫拉和拉乔里。本鐵路計劃在2012年3月22日成為國家級工程，耗資7,228克若。
四舍小環鐵路工程包含四條鐵路和兩個Y型交匯：多伊瓦拉－台拉登－烏塔爾卡斯希－萬尼利江告翠鐵路，長131公里；烏塔爾卡斯希－柏拿也滿奴翠鐵路，長22公里，其中在乌塔尔卡斯希設有與與江告翠鐵路的Y型交匯線；卡爾恩普拉耶格－西閣－宋比雅凱達爾納特鐵路，長99公里；西閣－喬斯希馬特巴德里納特普里鐵路，長75公里，其中在西閣設有與凯达尔纳特鐵路的Y型交匯線。興建中的瑞詩凱詩－卡爾恩普拉耶格鐵路將會連接現存的瑞詩凱詩鐵路站至四舍小環鐵路系統的卡尔恩普拉耶格。
石福－朗格波鐵路計劃連接西孟加拉邦的石福和锡金邦的朗格波，並將锡金納入印度鐵路網絡。當局計劃未來延長鐵路至甘托克和中印邊境。